# Haplochromis erythromaculatus
Haplochromis erythromaculatus är en fiskart som beskrevs av De Vos, Snoeks och Thys van den Audenaerde, 1991. Haplochromis erythromaculatus ingår i släktet Haplochromis och familjen Cichlidae. IUCN kategoriserar arten globalt som starkt hotad. Inga underarter finns listade i Catalogue of Life.